# Dominant
|  | Per a altres significats, vegeu «Dominant (desambiguació)». |

La dominant és el cinquè grau d'una escala musical, que sempre es troba a una distància d'una quinta justa de la tònica. Atesa la importància de l'acord que es forma sobre aquest grau per a la definició de la tonalitat i concretament en la cadència conclusiva i en general en els processos cadencials, es considera que aquest és un grau tonal.